# Ламонжуа
Ламонжуа́ (фр. Lamontjoie) — коммуна в департаменте Ло и Гаронна, регион Новая Аквитания, Франция. Находится в 20 км от Ажена.

## История
Бастида Ламонжуа была создана в 1298 году указом короля Филиппа Красивого (1268—1314). В 1299 году король пожаловал ей имя Ламонжуа-де-Сен-Луи, реликварий с мощами своего деда, Святого Людовика, и хартию, выгодную для процветания местных жителей. Также в собственность муниципалитета был передан «Городской лес» (Bois de la Ville), предназначенный для ведения строительства и пополнения запаса дров. Вскоре королевская крепость перешла в руки англичан и вернулась под власть французской короны лишь в 1530 году. «Городской лес» до сих пор находится в управлении и под охраной муниципалитета.
Город рос и процветал вплоть до XVII века. В 1623 году местный кюре и хранитель реликвий Шарль дю Бузе (Charles du Bouzet) основал монастырь францисканцев (от него сохранились лишь сад и колодцы). В 1632 году началось межевание земель. В 1653 году Ламонжуа избежал чумы, в честь чего жители провели крестный ход с мощами Людовика. В 1667 году был основан монастырь клариссинок (в настоящее время — Зал праздников). Находящаяся напротив, вне городских стен, эспланада-дю-Домине, издревле использовалась фермерами для торговли.

## Достопримечательности
- Фахверковый «Дом консула» (du Consul). От маленьких фахверковых домом, построенных позади крепостных рвов и валов в XIII—XIV веках в наше время почти ничего не сохранилось.
- Аркады XIII века. В наше время здесь находятся школа, библиотека и мэрия.
- Улица Сен-Луи:
  - Церковь Святого Людовика[фр.], XIII—XIV веков с колокольней 1901 года (архитектор Пайан) и алтарём из приората дю Парави[фр.] (1629).
  - старинная ратуша, дом сеньоров де Морен.
  - дом промышленника, изобретателя Бордоской жидкости Фредерика Фурне (1815—1895).
- Шато д’Эскалу[фр.], гасконский замок[фр.] XIV—XVII веков.
- Монастырь клариссинок XVII века
- Дом, в котором родился ботаник, президент Ботанического общества Франции, Рене Суэж[фр.] (1876—1967).
- Дом Адемара Сенту, строителя первого Парижского метрополитена в 1900 году, депутата и мэра Ламонжуа в 1908—1925 годах.

## Известные жители
- Ботаник Рене Суэж[фр.] (1876—1967).
- Поэт и писатель Шарль-Рафаэль Пуаре (1882—1964).

## Культурная жизнь
- Ярмарка редких растений, эспланада-дю-Домине — первое воскресенье июня
- Книжная ярмарка — 14 июля